# Купалов-Ярополк, Константин Константинович
Константин Константинович Купалов-Ярополк (17 [30] января 1903, Симферополь — 24 октября 1994, Москва) — советский и российский инженер-строитель металлоконструкций. Ученик инженера В. Г. Шухова в области строительства.
Теоретические разработки К. К. Купалова-Ярополка легли в основу проектирования и сооружения основных работающих элементов канала Москва — Волга. Предложенные им оригинальные нормы расчёта привели к созданию новых конструкций газгольдеров и резервуаров, в том числе с применением сварки вместо клёпки, экономному расходованию стали и использованию в них повышенного давления. Разработаны способы сокращения площадей газгольдерных парков (станций).  

## Биография
Родился 17 (30) января 1903 года в Симферополе. Детство провёл в Санкт-Петербурге. В 1918 году сдал экзамены за весь школьный курс. В 1920 году семейство Купаловых-Ярополков (отец, мать, двое сыновей) в период возникшего голода в стране, вынужденно переселилось из Петрограда в Москву: Константину Ульяновичу, юристу-выпускнику Петербургского Университета и многие годы проработавшему по специальности, сотоварищ по юриспруденции Владимир Ильич Ульянов (Ленин) предложил работу в Правительстве РСФСР в Москве с предоставлением квартиры в доме Солянка д.1 - Правительственном доме для сотрудников. Константин Ульянович очень успешно проработал в Правительстве до периода второй половины тридцатых годов, т.е. начала "чистки кадров". К счастью его только уволили с соответствующей записью в Трудовой книжке. В Москве К.К.Купалов-Ярополк в 1920 году поступил в Московский институт инженеров путей сообщения, а в 1927 году окончил его, получив квалификацию инженера-конструктора путей сообщения. До поступления в институт работал рабочим, сторожем, табельщиком, а затем студентом, уже семьянином с ребёнком работал практикантом, преподавателем математики по курсу средней школы, техником. В 1929 году начал работать в Проектном Бюро Московского машиностроительного треста (далее переименованного в Гипростальмост), где главным инженером и затем консультантом был В. Г. Шухов. Это были годы начала индустриализации СССР, когда в Сибири создавались под руководством академика А.Н. Бардина крупнейшие научные центры — Магнитогорскстрой и Кузнецкстрой. Первыми заданиями К. К. Купалову-Ярополку были проектирование с последующим авторским надзором самых крупных металлургических цехов и комплексов этих двух гигантов. В результате после почти годовой непосредственной работы в заводских условиях в 1931 году был практически впервые сдан в эксплуатацию цельносварной мартеновский цех Кузнецкстроя. Константин Константинович получил за эту работу благодарность от руководства Кузнецкстроя и оказался единственным приглашённым участником создания этого промышленного гиганта через 60 лет: руководство и сотрудники Кузнецкстроя в непростые 90-е годы помнили и ценили создателей центра — был выпущен специальный праздничный номер городской газеты с портретом К. К. Купалова-Ярополка. 
Руководство страны, решив начать строительство канала Москва — Волга, поручило его проектирование организации В. Г. Шухова, именовавшейся с 1932 года «Гипростальмост» НКС СССР. В 1932 году К. К. Купалов-Ярополк возглавил сектор проектирования канала, а затем и сектор его сооружения, впоследствии перешедший в отдел. В период проектирования канала подразделение, возглавляемое К. К. Купаловым-Ярополком, было переведено в ноябре 1934 года в «Гидромонтаж» Управления работами на гидроканале Москва — Волга НКТП СССР. Из списка отличившихся участников сооружения канала Москва — Волга, представленных к награждению орденами, К. К. Купалов-Ярополк был вычеркнут Главой государства. Страна переживала период обострения классовой борьбы (см. Сталинские репрессии, Большой террор) — шли выявления «вредителей», «предателей» по наветам малообразованных завистников. В результате именно из среды высококлассных ученых и специалистов были арестованы лучшие умы (в том числе академик АН СССР Н. И. Вавилов и др.). Можно предположить, что К. К. Купалов-Ярополк не был репрессирован только благодаря своей высочайшей инженерной квалификации и умению руководить всеми этапами строительства и коллективом: в период ускоренной индустриализации страны именно такого уровня инженер должен был быть ведущей фигурой стройки. В трудовой книжке К. К. Купалова-Ярополка в 1936—1937 годах в разделе «Благодарности и поощрения» трижды была сделана запись: «За умелое руководство».
В 1941 году К. К. Купалов-Ярополк был назначен начальником Производственного отдела Главстальконструкции НКС (Главк Народного комиссариата по строительству СССР) и с сентября 1941 года выполнял специальное Правительственное задание: руководил вместе с директорами заводов демонтажем и погрузкой на платформы крупногабаритных металлоконструкций четырёх крупнейших заводов Юга СССР для последующей их перевозки на Урал, а затем сразу был командирован в Челябинск для работы в распоряжении Челябметаллургстроя. К. К. Купалов-Ярополк, пройдя в течение 10 лет великую школу В. Г. Шухова и будучи в должности начальника Производственного или Технического отделов Главстальконструкции Министерства строительства предприятий тяжёлой индустрии СССР (ранее именовавшегося Министерством строительства СССР), лично руководил внедрением автоматической сварки на всех заводах этого Главка. Особо важно было в период Великой Отечественной войны при огромном дефиците металла внедрение автосварки под флюсом  для заводов, выпускавших военную продукцию. Константин Константинович сам на Бакальском заводе Челябметаллургстроя проводил опробование флюсов и оборудования для автосварки, в том числе приставок. Так им были разработаны и усовершенствованы приставки КП-1 и затем КП-2, которые сразу под его личном руководством были внедрены на заводах Главка. В начале 1943 года К. К. Купалов-Ярополк был назначен сначала создателем, потом начальником цеха сварки, а затем и. о. Главного инженера Бакальского завода Металлоконструкции Челябметаллургстроя. За решение важнейших для страны задач по сварке руководство отдельным приказом объявило ему благодарность с денежной премией.
В марте 1944 года К. К. Купалов-Ярополк приказом Главстальконструкции НКС был отозван в Москву и назначен начальником Технического отдела, в котором и проработал до декабря 1949 года. В эти годы он отвечал за работы по восстановлению всего производства металлоконструкций соответствующих заводов страны и одновременно за ускорение развития и внедрения на заводах новых технологий. В 1944—1949 годах в строительстве была проделана огромная работа в области развития сварки, в первую очередь в тракторостроении.
Выполненные под руководством К. К. Купалова-Ярополка в период Великой Отечественной войны и осуществленные непосредственно им с сотрудниками работы по автосварке под флюсом фактически представляют собой создание и немедленное широкое внедрение оригинальной технологии получения новой конструктивной формы или даже развитие целого нового направления в строительстве металлоконструкций. Эти разработки и повсеместное внедрение технологии автоматической электросварки под флюсом с использованием специальных оригинальных усовершенствованных установок типа КП-1 и КП-2 были высоко оценены начальством, оформлены и представлены в 1947 году в Комитет по присуждению Сталинских премий. Однако Руководство страны рекомендовало фамилию "Купалов-Ярополк" вычеркнуть и снова подать эту же работу на соискание искомой премии без фамилии основного автора. И действительно, в 1950 году Сталинская премия III степени (по сварке) была вручена коллективу авторов; в качестве руководителя работы был назван молодой специалист 1918 года рождения, получивший диплом инженера лишь в период ВОВ.
В 1951 году К. К. Купалов-Ярополк вернулся к творческой инженерной работе в Государственном Институте Проектстальконструкции (сокращённо ЦНИИПСК) на должность главного инженера проекта, а затем главного специалиста отдела резервуаров и газгольдеров. В 1956—1958 годах К. К. Купалов-Ярополк работал в Индии и как один из соавторов проекта осуществлял авторский надзор за сооружением первенца СССР в Индии Бхилайского металлургического комбината. За успешную работу ему была вручена Почетная грамота Государственного Комитета Совета Министров СССР по Внешним Экономическим связям. В 1966—1983 годы К. К. Купалов-Ярополк занимался преподавательской работой в МИСИ им. Куйбышева. Многие сотрудники кафедры "Металлические конструкции" МИСИ им. Куйбышева доктора технических наук, профессора, лауреаты всевозможных премий, орденоносцы, в том числе В.С. Игнатьева, Г.С. Ведеников, К.К. Муханов и др., а также некоторые работники ЦНИИПСК, в том числе А.Г. Соколов, называли Константина Константиновича "Учитель". Учёный Совет МИСИ им. Куйбышева с кафедры "Металлические конструкции" не принимал к защите диссертации без положительного отзыва К. К. Купалова-Ярополка. Роль Константина Константиновича на кафедре как кафедрального рецензента диссертаций, включая докторские, была бесценна.
В 1983 году К. К. Купалов-Ярополк возвратился в ЦНИИПСК на должность главного специалиста отдела, где руководил разработкой ведомственных строительных норм по морским стальным платформам и участвовал в проектировании экспериментальных платформ для глубин до 80 м на Чёрном море. В альбоме "Die Kunst der sparsamen Konstruktion — Vladimir G. Šuchov 1853—1939. Verschiedene Beiträge", выпущенном в Штутгарте к Всемирной Юбилейной Конференции, посвященной Почётному академику АН СССР В. Г. Шухову, К. К. Купалов-Ярополк обнаружил неточности и ошибки. Как ученик, последователь и продолжатель инженерной деятельности В. Г. Шухова, досконально знавший все труды своего учителя, К. К. Купалов-Ярополк указал авторам статей на их просчёты. По замечаниям, вошедшим в написанную им рецензию на альбом, большинство погрешностей было выправлено при издании русского перевода альбома, а сама рецензия на альбом стала последним трудом К. К. Купалова-Ярополка, опубликованным позднее в журнале «Промышленное и гражданское строительство» № 3, 1996.
Общий трудовой стаж Константина Константиновича Купалова-Ярополка составлял 77 лет, включая более 12 лет непосредственно в цехах и на строительных площадках. Умер 24 октября 1994 года, похоронен на Ваганьковском кладбище,  в Москве в родственной могиле Грум-Гржима́йло  Влади́мира Ефи́мовича (12 [24] февраля 1864 — 30 октября 1928) — российский и советский изобретатель, инженер металлург-теплотехник, педагог и организатор производства на участке № 2, .

## Инженерная деятельность
По проекту К. К. Купалова-Ярополка 1932—1935 годов и затем под его непосредственным руководством в 1936—1937 годах были возведены пионерные металлоконструкции шлюзовых ворот, затворов и механизмов канала Москва — Волга, впоследствии названного народом «Стройка века». Значительные трудности при строительстве металлоконструкций канала состояли в необходимости одновременных действий по сборке и установке крупногабаритных механизмов, различных закладных элементов и деталей с их подгонкой и уплотнениями. Металлические конструкции, являющиеся главенствующей частью грандиозного пионерного комплекса канала, обеспечивающие бесперебойный проток воды, благополучно работают с апреля 1937 года по сей день.
Много было сделано К. К. Купаловым-Ярополком для развития и внедрения в строительстве сварки. Им впервые был спроектирован и затем под его прямым руководством сооружён мартеновский цех в Кузнецкстрое (1931—1932 годы) с полностью цельносварными конструкциями, позже этот проект был им переработан в типовой вариант. Позднее К. К. Купалов-Ярополк впервые применил кольцевую сварку для шаровой поверхности при создании различных типов газгольдеров и резервуаров. Е. О. Патон в 1931 году лишь организовал свою Лабораторию Электросварки в г. Киеве, а Институт Электросварки - в 1934 году. 
К. К. Купалов-Ярополк внёс существенный вклад в промышленное строительство Москвы. Им были разработаны конструкции антенных устройств, эллингов для дирижаблей, мокрых газгольдеров для хранения отходов производства заводов Серп и Молот и Имени Владимира Ильича (ныне ОАО «ЗВИ»), авиационных ангаров для аэропортов Внуково и Быково и др.
Значительна роль К. К. Купалова-Ярополка в газификации Москвы, в том числе под его руководством велось проектирование и строительство первых газгольдерных станций газопровода Саратов — Москва - Очаковской и Карачаровской. Много лет К. К. Купалов-Ярополк отдал созданию самых разнообразных резервуаров и газгольдеров экспериментальных и новых: типовых проектов газгольдеров; на повышенном внутреннем давлении; гибридных цилиндрических; с двойной стенкой; с увеличенной высотой стенки; большой ёмкостью до 50000 м3; с тонкой стенкой и складчатой крышей; газгольдеров винтовых; газгольдеров мокрых; газгольдеров сухих с гибкой резиновой секцией; шаровых резервуаров и газгольдеров и т. д. В 1968 году многолетние достижения Константина Константиновича в области газгольдеро- и резервуаро-строения по инициативе руководства ЦНИИПСК и МИСИ им. Куйбышева были оформлены и представлены в Комитет по Государственным премиям "В целях удешевления производства более чем на 30% предложена, разработана и внедрена новая технология механической автоматической сварки под флюсом и индустриализации всего строительства шаровой рулонированной листовой металлоконструкции". Однако был получен отказ.  
Н. С. Стрелецкий, знавший К. К. Купалова-Ярополка ещё со студенческих лет, называл его «инженером от Бога». Руководство ЦНИИПСК решило кончину Константина Константиновича Купалова-Ярополка отметить особо: всего лишь второй раз в более чем 60-летней истории существования Института выпустить большую настенную газету об его инженерной деятельности и повесить у входа в Дирекцию Института. Подобная газета впервые была выпущена в 1965 году после кончины Главного инженера, Зам.директора ЦНИИПСК д.т.н. Владимира Михайловича Вахуркина, имевшего с Константином Константиновичем несколько совместных печатных работ с глубокими математическим  проработками. Константин Константинович не получил ни одной ИНДИВИДУАЛЬНОЙ Государственной награды и приход 28 октября 1994 года на Новое Донское кладбище более 100 разновозрастных граждан для последнего прощания с ним фактически явился единственной высочайшей оценкой безупречной плодотворной деятельности Константина Константиновича и одновременно великой благодарностью за неё.

## Педагогическая деятельность
Параллельно с инженерной деятельностью (исключая годы войны) с 1932 года К. К. Купалов-Ярополк по совместительству преподавал в Московских строительных институтах, а с 1936 года — только в МИСИ им. Куйбышева на кафедре «Металлические конструкции» в должности и. о. доцента. В 1966—1983 годах он целиком посвятил себя преподаванию: в июне 1968 года был утверждён ВАКом в учёном звании доцента. Как один из старейшин кафедры он передавал свой беспримерный инженерный опыт по всему строительному циклу, читал лекции по спецкурсам, руководил курсовыми и дипломными проектами студентов.
Константин Константинович Купалов-Ярополк — уникальный универсальный специалист в области строительных металлоконструкций: высочайшей квалификации опытный инженер-конструктор по проектированию и последующего сооружения всевозможных металлургических комплексов и цехов, в том числе цельносварных, и не только в СССР, но и за рубежом (Индия); талантливый математик, исследователь проблем прочности соединений, особенно сварных, и науки сопротивления материалов; блестящий преподаватель и лектор, автор оригинальных трудов, опережающих своё время, а также основательный критик и рецензент. Константин Константинович любил выбранное смолоду дело и всецело служил ему, тем самым сумел полностью реализовать свои недюжинные способности.
Победа СССР в ВОВ 1941—1945 г.г. была обеспечена героизмом защитников Родины, беспримерным трудом всего народа и благодаря вовремя осуществленной индустриализации страны, особенно дальних районов Урала и Сибири. Последнее дало возможность снять с креплений основные крупные металлоконструкции главных металлургических заводов Юга СССР до оккупации, перевести их на Урал и срочно построить, используя эти конструкции, новые заводы, как например в Челябметаллургстрое, и выпускать необходимую продукцию в требуемых для фронта объемах.
Образ жизни и инженерного творчества К. К. Купалова-Ярополка являлся достойным продолжением деятельности его предков. На основании подписанной в честь празднования 300-летия Дома Романовых императором Николаем II в 1913 году Грамоты о восстановлении с 1380 года в состоянии потомственного дворянства Статского Советника Константина Иулиановича Купалова с приложением к фамилии прямых будущих потомков имени фамильного предка Ярополка Брячаниновича, посадского жителя города Полоцка, впредь именовать фамилию прямых потомков Купаловы-Ярополки. В сентябре 1380 года Ярополк Брячанинович, избранный воеводой Полоцкого отряда, далее обученного и вооружённого им, двигался к Куликовскому полю на соединение с войском Литовского Великого князя Ягайло, который должен был объединиться с войском правителя Золотой Орды Мамаем. Однако, узнав замыслы Великого князя Ягайло, Ярополк Брячанинович заявил: «Мы с Москвой воевать не будем!». Полоцкий отряд составлял бо́льшую часть войска Литовского, что одновременно с поражением русскими Мамая вынудило Ягайло удалиться с Куликовского поля.

## Награды и звания
Знак отличия и поощрения «Ударник» от НКВД «За работу по каналу Москва-Волга»; Знак отличия и поощрения «Отличник» от НКСтроя «За внедрение автоматической сварки».
Медали: «За доблестный труд во время Великой Отечественной войны 1941—1945 гг.»; «В Память 800-летия Москвы»; «30 лет победы в Великой Отечественной войне 1941—1945 гг.». Три медали ВДНХ "За успехи в народном хозяйстве СССР". Учёное звание: доцент. Почетные звания: Ветеран труда; Ветеран труда МИСИ им. Куйбышева.

## Публикации
1. Графики для подбора сечений металлических и деревянных прогонов // «Стандартизация и рационализация». ИННОРС, 1932 г.
2. Альбом сварных конструкций // «Стандартизация и рационализация». ИННОРС, 1932 г.
3. Техническое усовершенствование «Установка для автоматической сварки» (РИ-338-48, тип КП-1 и КП-2). Удостоверение № 193-3607 от 11 декабря 1948 г. МИНТЯЖСТРОЙ — 1949 г. // «Перечень изобретений и технических усовершенствований, рекомендуемых к применению», Москва, 1949 г.
4. Автоматическая сварка в производстве металлоконструкций (Опыт Главстальконструкции МСПТИ). Труды Всесоюзной конференции по автоматической сварке под флюсом (г. Киев 3-6 окт. 1947 г.) Институт Электросварки им. Е. О. Патона АН УССР.
5. Современные конструкции стальных резервуаров на основе отечественного и зарубежного опыта // Тезисы доклада на межвузовской научной конференции по металлическим конструкциям 28—31 марта 1961 г. Москва : МИСИ, 1961 г.
6. Некоторые вопросы методики расчёта резервуаров // Тезисы доклада ХХІІ научно-технической конференции МИСИ 25-30 марта 1963 г. Москва : МИСИ, 1963 г.
7. Резервуары повышенного давления // «Новости нефтяной и газовой техники», раздел: Транспорт и хранение нефти и нефтепродуктов. Москва : ГОСИНИТИ Комитета нефтедобычи, 1963 г. Вып. 4.
8. Типовые стальные конструкции резервуаров и газгольдеров. Тезисы доклада на межреспубликанском совещании по унификации, типизации металлоконструкций и вопросам специализации их изготовления. 8—9 декабря 1964 г. Москва : НТО Стройиндустрия, 1964 г.
9. К вопросу о разработке указаний по проектированию и расчету металлических резервуаров. Тезисы доклада на XXVI научно-технической конференции МИСИ 3—8 апреля 1967 г. Москва : МИСИ, 1967 г.
10. Искусство конструирования // Промышленное и гражданское строительство. 1996 г. № 7. С. 37—38 [рецензия на альбом: В. Г. Шухов. 1853—1939. Искусство конструкции / пер с нем. Л. М. Глотова и М. М. Гаппоева под ред. Р. Грефе, М. М. Гаппоева, О. Перчи. Москва : «Мир», 1994 г.].